# Bundesautobahn 40
Bundesautobahn 40 (em português, Auto-estrada Federal 40), ou A 40, é uma auto-estrada na Alemanha. Tem 94 km de comprimento.
Juntas, a A40, de Duisburg a Dortmund, e a Bundesstraße 1, na cidade de Dortmund, formam a Ruhrschnellweg, rodovia com um dos maiores volumes de tráfego na Alemanha, com seções de mais de 100 mil veículos durante o dia.

## Estados
Estados percorridos por esta auto-estrada:
- Renânia do Norte-Vestfália